# Tachina margella
Tachina margella là một loài ruồi trong họ Tachinidae.